# Liste der Bodendenkmäler in Eltmann
Auf dieser Seite sind die Bodendenkmäler in der unterfränkischen Stadt Eltmann zusammengestellt. Diese Tabelle ist eine Teilliste der Liste der Bodendenkmäler in Bayern. Grundlage ist die Bayerische Denkmalliste, die auf Basis des Bayerischen Denkmalschutzgesetzes vom 1. Oktober 1973 erstmals erstellt wurde und seither durch das Bayerische Landesamt für Denkmalpflege geführt wird. Die folgenden Angaben ersetzen nicht die rechtsverbindliche Auskunft der Denkmalschutzbehörde.

## Bodendenkmäler in Eltmann
| Lage       | Objekt                                                                                   | Akten-Nr.     | Bild           |
| ---------- | ---------------------------------------------------------------------------------------- | ------------- | -------------- |
| (Standort) | Bestattungsplatz mit Grabhügel vorgeschichtlicher Zeitstellung.                          | D-6-6029-0002 |                |
| (Standort) | Bestattungsplatz mit Grabhügelfeld vorgeschichtlicher Zeitstellung.                      | D-6-6029-0003 |                |
| (Standort) | Mittelalterlicher Burgstall                                                              | D-6-6029-0004 | weitere Bilder |
| (Standort) | Siedlung vermutlich der frühen Latènezeit.                                               | D-6-6029-0005 |                |
| (Standort) | Untertägige Bauteile der frühneuzeitlichen Kath. Wallfahrtskirche Mariä Heimsuchung      | D-6-6029-0068 |                |
| (Standort) | Untertägige Bauteile der mittelalterlichen Stadtbefestigung von Eltmann sowie Fundamente | D-6-6029-0071 |                |
| (Standort) | Untertägige Siedlungsteile des Mittelalters sowie der frühen Neuzeit                     | D-6-6029-0072 |                |
| (Standort) | Untertägige Siedlungsteile des späten Mittelalters und der frühen Neuzeit                | D-6-6029-0073 |                |
| (Standort) | Burgstall "Wallburg" des Mittelalters und der Neuzeit.                                   | D-6-6030-0001 | weitere Bilder |
| (Standort) | Fundamente von Vorgängerbauten der im Kern spätmittelalterlichen Kath. Stadtpfarrkirche  | D-6-6030-0006 |                |
| (Standort) | Untertägige Bauteile der frühneuzeitlichen Kath. Filialkirche St. Georgius von Roßstadt. | D-6-6030-0078 |                |
| (Standort) | Untertägige Bauteile der frühneuzeitlichen Kath. Filialkirche St. Georg von Lembach.     | D-6-6030-0084 |                |
| (Standort) | Bestattungsplatz mit Grabhügel vorgeschichtlicher Zeitstellung.                          | D-6-6030-0094 |                |